# Александрово (деревня, Москва)
Александрово — деревня в Троицком административном округе Москвы (до 1 июля 2012 года была в составе Подольского района Московской области). Входит в состав поселения Щаповское.

## Население
| 1859 | 1890 | 1899 | 1926 | 2002 | 2006 | 2010 |
| ---- | ---- | ---- | ---- | ---- | ---- | ---- |
| 192  | ↘150 | ↘123 | ↗140 | ↘70  | ↗71  | ↘67  |

Согласно Всероссийской переписи, в 2002 году в деревне проживало 70 человек (36 мужчин и 34 женщины). По данным на 2005 год в деревне проживал 71 человек.

## География
Деревня Александрово расположена в северо-восточной части Троицкого административного округа, примерно в 47 км к юго-западу от центра города Москвы.
В 3 км юго-восточнее деревни проходит Варшавское шоссе, в 8 км к западу — Калужское шоссе А130, в 4 км к югу — Московское малое кольцо А107, в 9 км к востоку — линия Курского направления Московской железной дороги.
К деревне приписан жилищно-строительный кооператив (ЖСКИЗ). Рядом с деревней протекает река Лубянка, на которой образован пруд. Ближайшие населённые пункты — посёлок Щапово, деревни Пёсье и Иваньково.

## История
Село Александрово упоминается в писцовых книгах Молоцкого стана Московского уезда 1627—1628 гг.:

…боярина князя Андрея Васильевича Голицына за княгинею Марьею Васильевною, отца ея боярина Василья Петровича Морозова старинная вотчина село Александрово, на рѣчкѣ Лубенкѣ, а въ селѣ церковь Успенія Пречистыя Богородицы древяна, клѣцки…— Исторические материалы о церквах и сёлах XVI—XVIII ст.
В 1680 году вотчина бояр Морозовых село Александрово было причислено к дворцовому ведомству, а в 1681 году пожаловано Михаилу и Василию Грушецким.
В 1778—1779 гг. на средства В. В. Грушецкого была выстроена каменная одноглавая Богородицкая церковь провинциальной архитектуры с трапезной и колокольней. В 1819 году пристроен северный придел Иоанна Воина. В 1930 году церковь была закрыта и занята мастерскими, в 1970-х отреставрирована, с 1990 года возобновлены богослужения.
В «Списке населённых мест» 1862 года — владельческое село 1-го стана Подольского уезда Московской губернии по правую сторону Московско-Варшавского шоссе, из Подольска в Малоярославец, в 10 верстах от уездного города и 20 верстах от становой квартиры, при речке Лубянке, прудах и колодцах, с 26 дворами, православной церковью и 192 жителями (96 мужчин, 96 женщин).
По данным на 1899 год — село Дубровицкой волости Подольского уезда с 123 жителями, имелась церковно-приходская школа.
В 1913 году — 25 дворов, сельскохозяйственная школа Губернского Земства, церковно-приходская и кружевная школы.
По материалам Всесоюзной переписи населения 1926 года — центр Александровского сельсовета Дубровицкой волости Подольского уезда в 3,2 км от Варшавского шоссе и 8,5 км от станции Гривно Курской железной дороги, проживало 140 жителей (51 мужчина, 89 женщин), насчитывалось 31 крестьянское хозяйство.
1929—1963, 1965—2012 гг. — населённый пункт в составе Подольского района Московской области.
1963—1965 гг. — в составе Ленинского укрупнённого сельского района Московской области.
С 2012 г. — в составе города Москвы.